# Migliore calciatore italiano AIC

Francesco Totti, per 5 volte migliore calciatore italiano AIC.

Il titolo di Migliore calciatore italiano AIC era un premio sportivo, assegnato nella serata degli Oscar del calcio dall'Associazione Italiana Calciatori. Veniva scelto un calciatore che militasse nel campionato di calcio italiano di Serie A che si fosse distinto per le sue positive prestazioni sportive nella stagione calcistica precedente. Tra il vincitore di questo premio e quello di Migliore calciatore straniero veniva poi scelto il vincitore del Migliore calciatore assoluto.

## Albo d'oro
| Anno          | Piazzamento | Giocatore            | Squadra    |
| ------------- | ----------- | -------------------- | ---------- |
| 1997 Dettagli | Vincitore   | Roberto Mancini      | Sampdoria  |
| 1998 Dettagli | Vincitore   | Alessandro Del Piero | Juventus   |
| 1998 Dettagli | Nomination  | Roberto Baggio       | Bologna    |
| 1998 Dettagli | Nomination  | Alessandro Nesta     | Lazio      |
| 1999 Dettagli | Vincitore   | Christian Vieri      | Lazio      |
| 1999 Dettagli | Nomination  | Alessandro Nesta     | Lazio      |
| 1999 Dettagli | Nomination  | Francesco Totti      | Roma       |
| 2000 Dettagli | Vincitore   | Francesco Totti      | Roma       |
| 2000 Dettagli | Nomination  | Stefano Fiore        | Udinese    |
| 2000 Dettagli | Nomination  | Alessandro Nesta     | Lazio      |
| 2001 Dettagli | Vincitore   | Francesco Totti      | Roma       |
| 2001 Dettagli | Nomination  | Alessandro Nesta     | Lazio      |
| 2001 Dettagli | Nomination  | Damiano Tommasi      | Roma       |
| 2002 Dettagli | Vincitore   | Christian Vieri      | Inter      |
| 2002 Dettagli | Nomination  | Alessandro Nesta     | Lazio      |
| 2002 Dettagli | Nomination  | Francesco Totti      | Roma       |
| 2003 Dettagli | Vincitore   | Francesco Totti      | Roma       |
| 2003 Dettagli | Nomination  | Paolo Maldini        | Milan      |
| 2003 Dettagli | Nomination  | Christian Vieri      | Inter      |
| 2004 Dettagli | Vincitore   | Francesco Totti      | Roma       |
| 2004 Dettagli | Nomination  | Alberto Gilardino    | Parma      |
| 2004 Dettagli | Nomination  | Paolo Maldini        | Milan      |
| 2005 Dettagli | Vincitore   | Alberto Gilardino    | Parma      |
| 2005 Dettagli | Nomination  | Paolo Maldini        | Milan      |
| 2005 Dettagli | Nomination  | Francesco Totti      | Roma       |
| 2006 Dettagli | Vincitore   | Fabio Cannavaro      | Juventus   |
| 2006 Dettagli | Nomination  | Andrea Pirlo         | Milan      |
| 2006 Dettagli | Nomination  | Luca Toni            | Fiorentina |
| 2007 Dettagli | Vincitore   | Francesco Totti      | Roma       |
| 2007 Dettagli | Nomination  | Daniele De Rossi     | Roma       |
| 2007 Dettagli | Nomination  | Andrea Pirlo         | Milan      |
| 2008 Dettagli | Vincitore   | Alessandro Del Piero | Juventus   |
| 2008 Dettagli | Nomination  | Daniele De Rossi     | Roma       |
| 2008 Dettagli | Nomination  | Andrea Pirlo         | Milan      |
| 2009 Dettagli | Vincitore   | Daniele De Rossi     | Roma       |
| 2009 Dettagli | Nomination  | Antonio Cassano      | Sampdoria  |
| 2009 Dettagli | Nomination  | Alessandro Del Piero | Juventus   |
| 2010 Dettagli | Vincitore   | Antonio Di Natale    | Udinese    |
| 2010 Dettagli | Nomination  | Antonio Cassano      | Sampdoria  |
| 2010 Dettagli | Nomination  | Andrea Pirlo         | Milan      |

## Vincitori
- 5 Oscar
  - Francesco Totti

- 2 Oscar
  - Christian Vieri, Alessandro Del Piero

- 1 Oscar
  - Roberto Mancini, Alberto Gilardino, Fabio Cannavaro, Daniele De Rossi, Antonio Di Natale

## Calciatori con più nomination
- 8 nomination
  - Francesco Totti (5)

- 5 nomination
  - Alessandro Nesta (0)

- 4 nomination
  - Andrea Pirlo (0)

- 3 nomination
  - Alessandro Del Piero (2), Christian Vieri (2), Daniele De Rossi (1), Paolo Maldini (0),

- 2 nomination
  - Alberto Gilardino (1), Antonio Cassano (0)

*tra parentesi gli Oscar vinti

## Classifica per club
| Club           | Calciatori | Totale |
| -------------- | ---------- | ------ |
| Roma           | 2          | 6      |
| Juventus       | 2          | 3      |
| Internazionale | 1          | 1      |
| Lazio          | 1          | 1      |
| Parma          | 1          | 1      |
| Sampdoria      | 1          | 1      |
| Udinese        | 1          | 1      |